# Cis taurus
Cis taurus is een keversoort uit de familie houtzwamkevers (Ciidae). De wetenschappelijke naam van de soort werd in 1878 gepubliceerd door Edmund Reitter.